# 葛国科
葛国科（1977年8月—），广西浦北人，中国共产党党员，中华人民共和国政治人物。现任海南省三沙市市委书记。

## 人物生平
2013年6月至2014年1月，任广西容县县委副书记，县政府副县长、代县长、县长。2014年1月升任中共容县县委书记。2016年5月至2016年6月，任广西玉林市人民政府副秘书长。2016年6月至2018年6月，任广西玉林市委常委、秘书长。2018年6月起兼任北流市委书记。
2019年4月至2021年4月，任广西自治区党委改革办专职副主任。
2021年4月至2024年12月，任广西百色市人民政府市长。
2024年12月至今，跨省履新，出任海南省三沙市委书记。